# Volume 1: Instrumental Driving Music for Felons
Volume 1: Instrumental Driving Music for Felons is de eerste Desert Sessions-mini-lp. Het kwam uit in 1997 en is opgenomen in de studio Rancho de la Luna. 

## Tracklist en sessiemuzikanten

### Kant A
A:1. "Girl Boy Tom" - 4:25
- Drum: Alfredo Hernández
- Basgitaar: Dave Catching
- Gitaar: John McBain
- Gitaar: Fred Drake
- Keyboard: Josh Homme

A:2. "Monkey in the Middle" 2:47
- Gitaar: Josh Homme
- Gitaar, Lap Steel Gitaar: John McBain
- Basgitaar: Ben Shepherd
- Keyboard, Drum: Fred Drake
- Crumar-synthesizer: Dave Catching

### Kant B
B:1. "Cowards Way Out" - 5:35
- Drum, Keyboard: Fred Drake
- Basgitaar: Ben Shepherd
- Gitaar: Josh Homme
- Gitaar: Dave Catching
- Keyboard: John (The Evil) McBain

B:2. "Robotic Lunch" - 5:20
- (prototype) Drum: Alfredo Hernández
- Drum: Brant
- Gitaar: Josh Homme
- Lap Steel Gitaar: John (The Evil) McBain
- Basgitaar: Ben Shepherd
- Zang: LSP2-4 en Pete Stahl

## Sessiemuzikanten
- Josh Homme: zang, gitaar, keyboard, basgitaar en percussie
- John McBain: gitaar, keyboard
- Fred Drake: gitaar, keyboard, drum en percussie
- Dave Catching: gitaar, basgitaar, synthesizer en percussie
- Ben Shepherd: bas, gitaar
- Brant Bjork: drum, percussie
- Alfredo Hernández: drum, percussie
- Pete Stahl: zang